# سوئیت ویولنسل (باخ)
شش سوئیت ویالنسل، BWV 1007-1012، سوئیت‌هایی برای ویولن سل اثر یوهان سباستین باخ (۱۶۸۵–۱۷۵۰) هستند.
آنها برخی از متداول‌ترین آهنگ‌های انفرادی هستند که تاکنون برای ویولن سل نوشته شده‌است. باخ به احتمال زیاد آنها را در دوره ۱۷۱۷–۱۷۲۳، زمانی که به عنوان Kapellmeister در Köthen خدمت می‌کرد، سروده‌است. عنوانی که روی جلد دستنوشته آنا ماگدالنا باخ داده شد Suites à Violoncello Solo senza Basso (سوئیت‌هایی برای تکنوازی ویولن سل بدون همراه) بود.
طبق معمول در یک سوئیت موسیقی باروک، پس از پیش‌درآمدی که هر سوئیت را آغاز می‌کند، تمام حرکات دیگر بر اساس انواع رقص باروک است. سوئیت‌های ویولن سل در شش موومان ساخته شده‌اند: پیش‌درآمد، آلماند، کورانت، سارابند، دو مینوئت و یک گیگ برای پایان وجود دارد.
گری اس. دالکین از MusicWeb International، سوئیت‌های ویولنسل باخ را «از عمیق‌ترین آثار موسیقی کلاسیک» نامید و ویلفرد ملرز در سال ۱۹۸۰ آنها را به عنوان «موسیقی مونوفونیک که در آن مردی رقص خدا را خلق کرده‌است» توصیف کرد.
به دلیل نیازهای فنی آثار، ماهیت اتود و دشواری در تفسیر به دلیل ماهیت بدون حاشیه‌نویسی نسخه‌های باقی‌مانده، سوئیت‌های ویولن سل تا زمانی که توسط پابلو کازال (۱۸۷۶–۱۹۷۳) ضبط شدند، کمتر شناخته شده بودند و به ندرت در عموم اجرا می‌شدند) در اوایل قرن بیستم. آنها از آن زمان توسط بسیاری از نوازندگان مشهور ویولنسل اجرا و ضبط شده‌اند و برای سازهای متعدد دیگر رونویسی شده‌اند. آنها برخی از بزرگ‌ترین دستاوردهای موسیقی باخ در نظر گرفته می‌شوند.

## تاریخچه

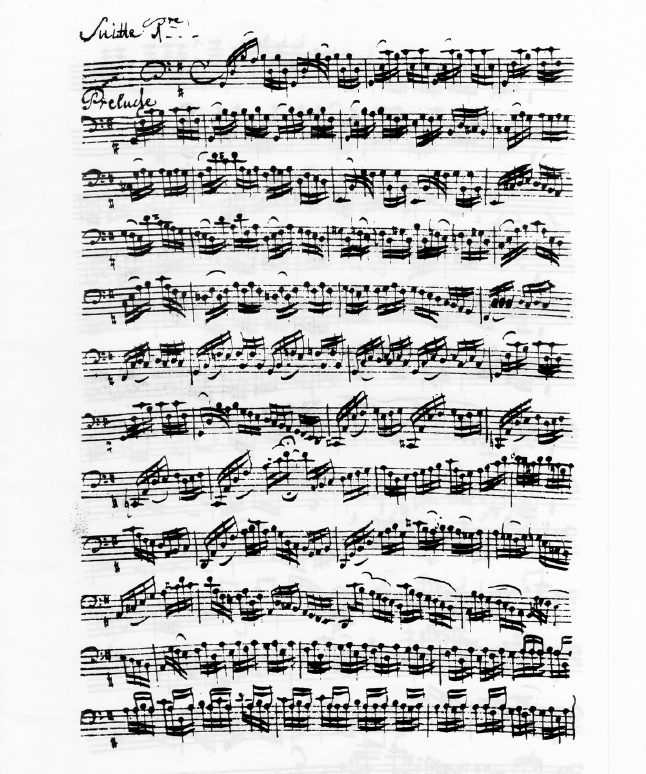
صفحه اول از دستنوشته آنا ماگدالنا باخ از سوئیت شماره ۱ در ماژور، BWV 1007

گاه‌شماری دقیق سوئیت‌ها (با توجه به ترتیبی که سوئیت‌ها بر اساس آن سروده شده‌اند و اینکه آیا آنها قبل یا بعد از سونات‌های تکنوازی ویولن ساخته شده‌اند) را نمی‌توان به‌طور کامل مشخص کرد. محققان عموماً بر این باورند که — بر اساس تحلیل تطبیقی سبک‌های مجموعه‌های آثار — سوئیت‌های ویولنسل در ابتدا به وجود آمدند و به‌طور مؤثر قدمت سوئیت‌ها را زودتر از سال ۱۷۲۰ نشان دادند، سالی که در صفحه عنوان امضای سونات‌های ویولن باخ قرار داشت.
سوئیت‌ها قبل از اوایل قرن بیستم به‌طور گسترده شناخته شده نبودند. این پابلو کازال بود که اولین بار پس از کشف نسخه فریدریش گروتزماخر در یک مغازه صرفه جویی در بارسلون در سال ۱۸۸۹ هنگامی که او ۱۳ ساله بود، به سوئیت‌ها علاقه‌مند شد. اگرچه کازال سوئیت‌ها را به صورت عمومی اجرا کرد، اما تا سال ۱۹۳۶، زمانی که ۶۰ ساله بود، موافقت کرد که آنها را با سوئیت‌های شماره ۲ و ۳ در استودیو ابی رود لندن ضبط کند. چهار مورد دیگر در پاریس ضبط شد: ۱ و ۶ در ژوئن ۱۹۳۸، و ۴ و ۵ در ژوئن 1939. Casals اولین کسی بود که هر شش سوئیت را ضبط کرد. ضبط‌های او هنوز در دسترس است و امروز مورد احترام است. در سال ۲۰۱۹، ضبط کازال توسط کتابخانه کنگره برای حفظ در فهرست ملی ثبت به عنوان «از نظر فرهنگی، تاریخی، یا زیبایی شناختی مهم» انتخاب شد.
سوئیت‌ها از آن زمان توسط بسیاری از نوازندگان ویولن سل اجرا و ضبط شده‌است. یویو ما در سال ۱۹۸۵ جایزه گرمی را برای بهترین اجرای تکنوازی ساز برای آلبومش Six Uncompanied Cello Suites دریافت کرد. یانوس استارکر در سال ۱۹۹۸ جایزه گرمی را برای بهترین اجرای تکنوازی ساز برای پنجمین ضبط خود از شش سوئیت سل بدون همراه برد

## نسخه اصلی

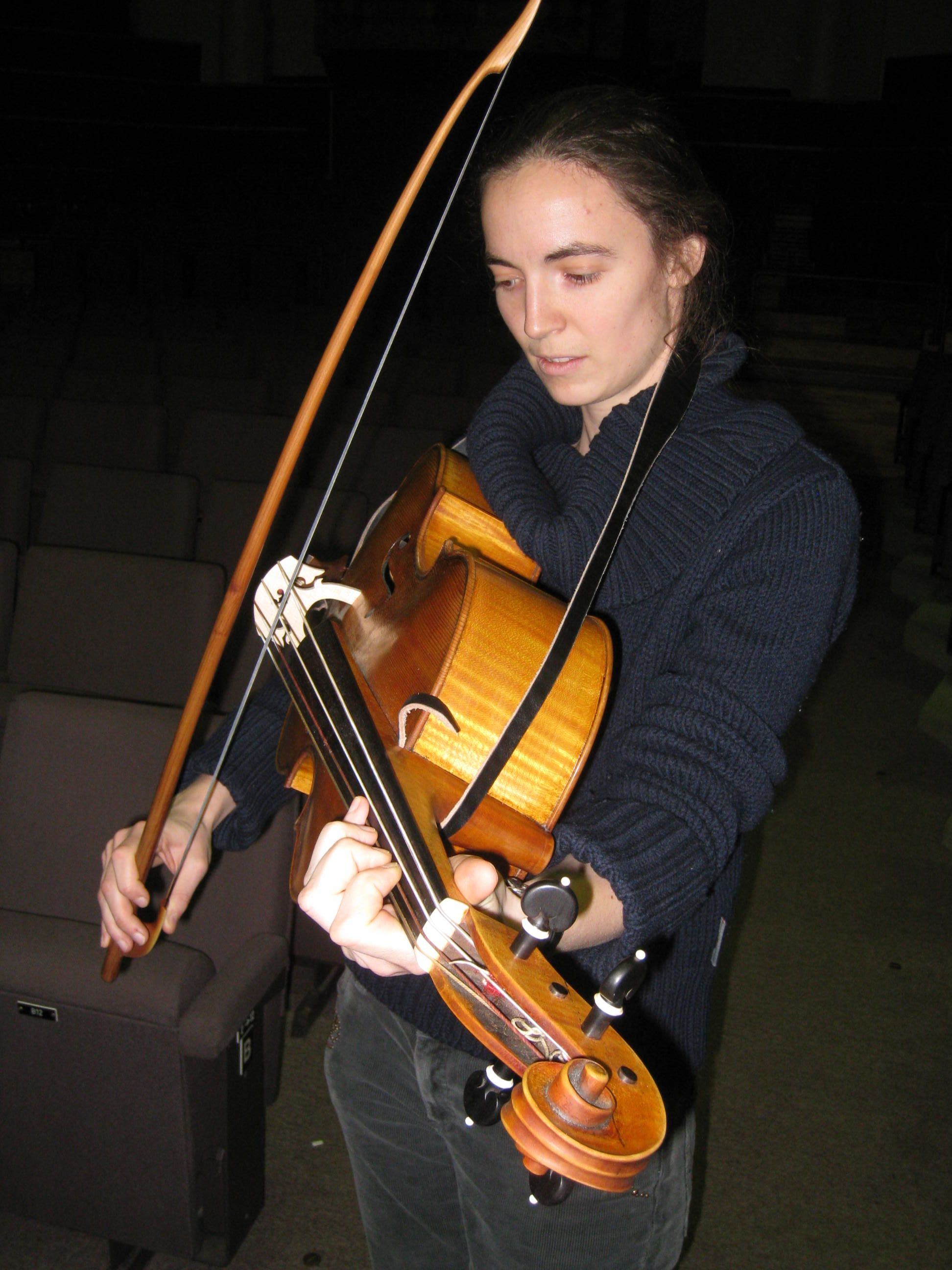
ویولونسل دا اسپلا

برخلاف سونات‌های تکنوازی ویولن باخ، هیچ دست‌نوشته‌ای از سوئیت‌های ویالنسل باقی نمانده‌است و این امر تولید نسخه‌های اجرایی مدرن urtext را غیرممکن می‌کند. تجزیه و تحلیل منابع ثانویه، از جمله یک نسخه دست‌نویس توسط همسر دوم باخ، آنا ماگدالنا، نسخه‌های احتمالاً معتبری را تولید کرده‌است، اگرچه در قرار دادن خط اتصال و دیگر بیان‌ها به شدت ناقص است، و فاقد نشانه‌های عملکردی اولیه مانند تعظیم و دینامیک است. در نتیجه، متون مجریان را با مشکلات متعدد تفسیری مواجه می‌کنند.
مایکل باخ، نوازنده ویولن سل آلمانی، گفته‌است که او معتقد است دست نوشته‌های سوئیت‌های آنا ماگدالنا باخ دقیق هستند. بر اساس تحلیل او، موقعیت غیرمنتظره لجن‌ها با توسعه هارمونیک مطابقت دارد که نظریه او را تأیید می‌کند. نظریه او مورد پذیرش جهانی نیست. جدیدترین مطالعات به روابط بین چهار نسخه خطی نشان می‌دهد که دستنوشته آنا ماگدالنا باخ تقریباً به‌طور قطع مستقیماً از هولوگراف شوهرش کپی نشده‌است، بلکه از یک منبع میانجی گم شده کپی شده‌است. در صورت تأیید، اشکال‌های موجود در نسخه خطی از خود باخ نمی‌آمد و سرنخ‌هایی برای تفسیر آنها نخواهد بود.
تحقیقات اخیر نشان داده‌است که سوئیت‌ها لزوماً برای ویولن سل آشنا که بین پاها نواخته می‌شود (دا گامبا) نوشته نشده‌اند، بلکه ابزاری که بیشتر شبیه ویولن روی شانه (دا اسپلا) نواخته می‌شود. تغییرات در اصطلاحات مورد استفاده برای اشاره به آلات موسیقی در این دوره به سردرگمی مدرن منجر شده‌است و بحث در مورد اینکه «باخ قصد داشت» چه ابزاری را داشته‌است، و حتی اینکه آیا او قصد خاصی از ساز داشته‌است، ادامه دارد. Sigiswald Kuijken و Ryo Terakado هر دو سوئیت‌های کامل را بر روی این ساز «جدید» ضبط کرده‌اند که امروزه به عنوان ویولونسل یا ویولا دا اسپلا شناخته می‌شود. بازتولید این ساز توسط دمیتری بادیاروف نوازنده ساخته شده‌است.

### نسخه‌ها
ادموند کورتز، نوازنده ویولنسل، نسخه‌ای را در سال ۱۹۸۳ منتشر کرد که بر اساس نسخه‌های فاکسی‌میل دست‌نویس آنا ماگدالنا باخ، آن‌ها را در مقابل هر صفحه چاپ شده قرار داد. این به عنوان «مهمترین نسخه از بزرگترین موسیقی که تا به حال برای ساز نوشته شده» توصیف شد.

### ترتیبات
باخ حداقل یکی از سوئیت‌ها، سوئیت شماره ۵ را به زبان سی مینور، برای عود رونویسی کرد. نسخه خطی خودنویس این نسخه با نام BWV 995 وجود دارد.
رابرت شومان با استفاده از نسخه باخ که توسط Johann Friedrich Dotzauer نوازنده ویولنسل تهیه و توسط Breitkopf & Härtel در سال ۱۸۲۶ منتشر شد، تنظیم‌هایی را با همراهی پیانو برای هر شش سوئیت ویولن سل باخ نوشت. ناشر شومان در سال ۱۸۵۴ تنظیم سونات‌های ویولن باخ را پذیرفت، اما تنظیم ویولن سلویولن سوئیت باخ را رد کرد. تنها تنظیم سوئیت ویولن سل که از او باقی مانده‌است، تنظیم سوئیت شماره ۳ است که در سال ۱۹۸۱ توسط موسیقی‌شناس یواخیم دراهیم در رونویسی ۱۸۶۳ توسط جولیوس گلترمن، نوازنده ویولن سل کشف شد. اعتقاد بر این است که کلارا شومان، بیوه شومان، به همراه جوزف یواخیم، ویولونیست، دست نوشته‌های تنظیم ویولن سل او را مدتی پس از سال ۱۸۶۰ نابود کردند، زمانی که یواخیم آنها را غیر استاندارد اعلام کرد. جیمز آلتنا، منتقد فن‌فار، در سال ۲۰۱۱ با آن نقد موافق بود و تنظیم باقی‌مانده ویولنسل/پیانو باخ-شومان را «یک پلاتیپوسی نوک اردک‌دار موسیقایی، یک عجایب فوق‌العاده که فقط برای موسیقی‌شناسان قرن نوزدهم مورد توجه قرار می‌گیرد» نامید.
یواخیم راف در سال ۱۸۶۸ در حالی که روی سوئیت‌های خود برای پیانو تک‌نوازی و برای گروه‌های دیگر کار می‌کرد، سوئیت‌هایی را برای تک‌نوازی پیانو تنظیم کرد که از سال ۱۸۶۹ تا ۱۸۷۱ توسط ریتر-بیدرمن منتشر شد.
در سال ۱۹۲۳، لئوپولد گودووسکی رونوشت‌های پیانویی از سوئیت‌های شماره ۲، ۳، و ۵ را در کنترپوان کامل برای پیانو تک‌نوازی ساخت و آن‌ها را «بسیار آزادانه رونویسی و اقتباس شده برای پیانو» زیرنویس کرد.
سوئیت‌های ویولنسل برای سازهای انفرادی متعددی از جمله ویولن، ویولا، کنترباس، ویولا دا گامبا، ماندولین، پیانو، ماریبا، گیتار کلاسیک، فلوت، باس الکتریک، هورن، ساکسیفون، کلارینت، باسون، ترومپت، رونویسی شده‌اند. ترومبون، یوفونیوم، توبا، یوکلل و چارانگو. آنها برای ارکستر نیز رونویسی و تنظیم شده‌اند.

## ساختار
سوئیت‌ها هر کدام در شش حرکت هستند و ساختار و ترتیب حرکات زیر را دارند.
1. پرلود
2. آلماند
3. کورانت
4. ساراباند
5. گالانتری‌ها: دو دقیقه در هر سوئیت شماره ۱ و ۲. دو بوره در هر سوئیت شماره ۳ و ۴. دو گاووت در هر سوئیت شماره ۵ و ۶
6. ژیگ

محققین بر این باورند که باخ در نظر داشت که این آثار به‌جای مجموعه‌ای دلخواه از قطعات، به‌عنوان چرخه‌ای نظام‌مند در نظر گرفته شوند. در مقایسه با سایر مجموعه‌های سوئیت باخ، سوئیت‌های ویولنسل به ترتیب حرکاتشان سازگارترین هستند. علاوه بر این، برای دستیابی به طراحی متقارن و فراتر رفتن از چیدمان سنتی، باخ حرکات اینترمتزو یا گالنتری را به صورت جفت بین سارابند و گیگ قرار داد.
تنها پنج موومان در کل مجموعه سوئیت‌ها کاملاً غیر آکوردی هستند، به این معنی که فقط از یک خط ملودیک تشکیل شده‌اند. اینها مینوت دوم سوئیت شماره ۱، مینوت دوم سوئیت شماره ۲، بوریه دوم سوئیت شماره ۳، ژیگ سوئیت شماره ۴ و سارابنده سوئیت شماره ۵ هستند. گاووت دوم سوئیت شماره ۵ فقط یک آکورد همصدا دارد (همان نت که همزمان روی دو سیم نواخته می‌شود)، اما فقط در نسخه اصلی سوئیت اسکورداتوری. در نسخه تنظیم استاندارد کاملاً بدون آکورد است.

### سوئیت شماره ۱ در ماژور، BWV 1007

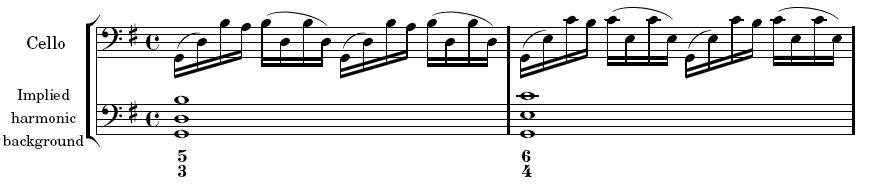
حرکت آرپژی در پیش‌درآمد سوئیت شماره ۱ سل

پرلود، که عمدتاً از آکوردهای آرپژی تشکیل شده‌است، بهترین حرکت شناخته شده از کل مجموعه سوئیت‌ها است و به‌طور مرتب در تلویزیون و فیلم شنیده می‌شود.
1. پرلود
2. آلماند
3. کورانت
4. ساراباند
5. Minuet I / II
6. ژیگ

### سوئیت شماره ۲ در مینور، BWV 1008
پیش‌درآمد از دو قسمت تشکیل شده‌است که قسمت اول دارای مضمونی قوی و تکراری است که بلافاصله در ابتدا معرفی می‌شود. بخش دوم یک حرکت cadenza مبتنی بر مقیاس است که به آکوردهای نهایی و قدرتمند منتهی می‌شود. آلمانده بعدی شامل کادنزاهای کوتاهی است که از این فرم رقص بسیار سخت دور می‌شوند. مینوت اول شامل جابجایی آکوردهای سخت و تلاقی سیم است.
1. پرلود
2. آلماند
3. کورانت
4. ساراباند
5. Minuet I / II
6. ژیگ

### سوئیت شماره ۳ در سی ماژور، BWV 1009
پیش‌درآمد این مجموعه از فرم A-B-A-C تشکیل شده‌است که A یک حرکت مبتنی بر مقیاس است که در نهایت به یک بخش آرپژو پر انرژی حل می‌شود. و B، بخشی از آکوردهای سخت. سپس به تم مقیاس برمی گردد و با یک حرکت آکورد قدرتمند و شگفت‌انگیز به پایان می‌رسد.
الماند تنها حرکتی در سوئیت هاست که به جای یک نیم کوار، که فرم استاندارد آن است، دارای یک نوبت است.
بوره دوم، اگرچه به زبان سی مینور است، اما دارای یک امضای دو تخته (یا G مینور) است. این نت نویسی که در موسیقی پیش کلاسیک رایج است، گاهی اوقات به عنوان امضای کلیدی جزئی شناخته می‌شود. بوره اول و دوم سوئیت سوم گاهی به عنوان سولو برای سازهای باس دیگر مانند توبا، یوفونیوم، ترومبون و باسون استفاده می‌شود.
1. پرلود
2. آلماند
3. کورانت
4. ساراباند
5. Bourrée I / II
6. ژیگ

### سوئیت شماره ۴ در ماژور E♭, BWV 1010
سوئیت شماره ۴ یکی از پرطرفدارترین سوئیت‌ها از نظر فنی است، زیرا E ♭ یک کلید احساسی روی ویولنسل است و به موقعیت‌های دست چپ زیادی نیاز دارد. کلید نیز در ویولنسل به دلیل عدم وجود سیم‌های باز طنین دار دشوار است. پیش‌درآمد در درجه اول شامل یک حرکت سخت و روان است که قبل از بازگشت به موضوع اصلی خود، جایی را برای یک کادنزا باقی می‌گذارد.
ساراباند بسیار آرام در مورد ضرب دوم با استرس و کاملاً مبهم است، که مشخصه اصلی 3
4 است؛ زیرا در ساراباند، تقریباً هر ضرب اول حاوی یک آکورد است، در حالی که ضرب دوم اغلب چنین نیست.
1. پرلود
2. آلماند
3. کورانت
4. ساراباند
5. Bourrée I / II
6. ژیگ

### سوئیت شماره ۵ در سی مینور، BWV 1011
سوئیت شماره ۵ در ابتدا به صورت اسکورداتوری با سیم A تنظیم شده به G نوشته شده بود، اما امروزه نسخه ای برای تنظیم استاندارد تقریباً در هر نسخه چاپی سوئیت‌ها همراه با نسخه اصلی گنجانده شده‌است. برخی از آکوردها باید هنگام نواختن با تنظیم استاندارد ساده شوند، اما برخی از خطوط ملودیک نیز آسان‌تر می‌شوند.
پیش‌درآمد به شکل A-B نوشته شده‌است. با یک حرکت آهسته و احساسی شروع می‌شود که دامنه عمیق ویولنسل را بررسی می‌کند. پس از آن یک فوگ تک خطی سریع و بسیار سخت می‌آید که به پایان قدرتمند منتهی می‌شود.
این سوئیت بیشتر به خاطر قطعه ساراباند معروف است، که یکی از معدود حرکات در این شش سوئیت است که دارای هیچ استاپ دوبل (آکورد) نیست.
مستیسلاو روستروپویچ آن را جوهره نبوغ باخ توصیف کرد.
پل تورتلیه آن را گسترش سکوت می‌دانست.
روستروپوویچ که "سکوت" تورتلیه را تا حد زیادی گسترش می‌داد، گاهی اوقات سارابنده را به عنوان رسیتال با علامت مترونوم ۳۲ یا آهسته‌تر، یک نت در هر ضرب، بدون ویبراتو و بدون لغزش می‌نواخت، و هر نت به تنهایی در یک "چاه" ایستاده بود. سکوت".
سوئیت پنجم نیز استثنایی است زیرا کورانت و ژیگ آن به سبک فرانسوی است، نه به شکل ایتالیایی پنج سوئیت دیگر.
دستنوشته ای از نسخه عود باخ از این مجموعه با نام BWV 995 وجود دارد.
1. پرلود
2. آلماند
3. کورانت
4. سراباند
5. Gavotte I / II
6. ژیگ

### سوئیت شماره ۶ در ماژور BWV 1012

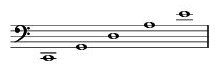
رشته‌های باز ویولا پومپوزا.

عموماً اعتقاد بر این است که سوئیت شماره ۶ به‌طور خاص برای پیکولو ویولونسل پنج سیم ساخته شده‌است، یک ویولن سل کوچکتر، تقریباً۷⁄۸ اندازه سلوی معمولی با سیم پنجم بالایی که روی E کوک شده‌است، یک پنجم کامل بالاتر از سیم در غیر این صورت بالا. با این حال، برخی می‌گویند که هیچ مدرک قابل توجهی برای حمایت از این ادعا وجود ندارد: در حالی که سه منبع به نوازنده اطلاع می‌دهند که برای ساز à cinq cordes نوشته شده‌است، تنها دستنوشته آنا ماگدالنا باخ کوک سیم‌ها را نشان می‌دهد و دیگری منابع به هیچ وجه ابزار مورد نظر را ذکر نکرده‌اند.
دیگر سازهای ممکن برای این سوئیت عبارتند از ویولن سل دا اسپلا، نسخه ای از ویولونسل پیکولو که روی شانه مانند ویولا نواخته می‌شود، و همچنین ویولا با سیم پنجم کوک شده به E، به نام ویولا پومپوزا. از آنجایی که محدوده مورد نیاز در این قطعه بسیار زیاد است، احتمالاً این سوئیت برای ساز بزرگ‌تری در نظر گرفته شده بود، اگرچه می‌توان تصور کرد که باخ - که به ویولا علاقه داشت - ممکن است این اثر را خودش روی یک پیکولو ویولونسل دستی اجرا کرده باشد. با این حال، به همان اندازه محتمل است که فراتر از اشاره به تعداد تارها، باخ اصلاً ساز خاصی را در نظر نداشته باشد زیرا ساخت سازها در اوایل قرن ۱۸ بسیار متغیر بود.
نوازندگان ویولن سل که این سوئیت را بر روی یک ویولن سل مدرن چهار سیم می‌نوازند با مشکلاتی مواجه می‌شوند زیرا مجبور می‌شوند از موقعیت‌های بسیار بالا برای رسیدن به بسیاری از نت‌ها استفاده کنند. نوازندگان متخصص در موسیقی اولیه و استفاده از سازهای معتبر معمولاً از ویولن سل پنج سیم برای این سوئیت استفاده می‌کنند. رویکرد واتسون فوربز، در رونویسی این مجموعه برای ویولا، انتقال کل مجموعه به G ماژور بود، و از «رنگی که برای این نوع موسیقی خیلی مناسب نیست» اجتناب کرد و اکثر آکوردهای اصلی را قابل پخش کرد. ساز چهار سیم
این مجموعه به شکلی بسیار آزادتر از سایرین نوشته شده‌است و شامل حرکات کادنزا مانند و متن‌های زیباتر است. همچنین تنها سوئیت‌هایی است که تا حدی در کلیدهای آلتو و سوپرانو ذکر شده‌است (نسخه‌های مدرن از کلیدهای تنور و تریبل استفاده می‌کنند)، که برای بقیه مورد نیاز نیست زیرا هرگز بالاتر از نت G 4 (G بالاتر از C وسط نمی‌روند).
Mstislav Rostropovich سوئیت شماره ۶ را «سمفونی برای تک‌نوازی ویولنسل» نامید و تناژ د ماژور آن را برانگیختن شادی و پیروزی توصیف کرد.
1. پرلود
2. آلماند
3. کورانت
4. ساراباند
5. Gavotte I / II
6. ژیگ

## گمانه زنی‌ها در مورد آنا ماگدالنا باخ
پروفسور مارتین جارویس از دانشکده موسیقی دانشگاه چارلز داروین در داروین استرالیا، در سال ۲۰۰۶ حدس زد که آنا ماگدالنا ممکن است آهنگساز چندین قطعه موسیقی منتسب به همسرش بوده باشد. جارویس پیشنهاد می‌کند که آنا ماگدالنا شش سوئیت ویالنسل را نوشته و در ساختن آریا از واریاسیون‌های گلدبرگ (BWV 988) نقش داشته‌است.
پسر اپوز «با این حال، موسیقی شناسان، منتقدان و نوازندگان، با اشاره به نازک بودن شواهد این گزاره، و شواهد موجود که از نویسندگی یوهان سباستین باخ حمایت می‌کند، همچنان نسبت به این ادعا تردید دارند.»